# City Plaza
City Plaza va ser una iniciativa organitzada de manera autònoma pel moviment okupa per a les persones refugiades a l'antic City Plaza Hotel d'Atenes, en el marc de les nombroses okupacions destinades a elles. Va ser okupat el 2016 i va optar per tancar el 2019.

## Història
El City Plaza Hotel, situat al número 78 d'Acharnon al barri d'Exarquia, va tancar les portes el 2010 i va romandre buit fins que va ser habitat el 22 d'abril de 2016 per una coordinadora d'activistes i persones refugiades que van organitzar i mantenir l'hotel com a alternativa als campaments governamentals amb el propòsit de promoure l'autonomia i la politització dels residents. El City Plaza va servir per a socialitzar les persones refugiades i les locals a través del tracte quotidià als mercats locals i com a centre d'acompanyament per a integrar els infants refugiats a les institucions educatives i sanitàries existents. Amb l'okupació del City Plaza es va contrarestar el discurs que no hi ha alternativa als camps de refugiats, exigint drets fonamentals per als seus residents alhora que exercint aquests drets en la vida quotidiana de l'okupació.
En el seu primer any, el City Plaza va acollir unes 100 famílies, principalment de l'Afganistan i Síria, així com iraquianes, kurdes i pakistaneses. El 2017, hi havia 400 persones de deu països diferents que vivien en 110 habitacions de l'antic hotel. Dos organitzacions implicades en l'espai van ser Diktio, un grup que treballava qüestions d'antifeixisme, presos polítics i lluites migratòries, i Aren/Onra, un col·lectiu juvenil que formava part de Syriza abans de marxar de la coalició després del referèndum del 2015. L'okupació es va finançar íntegrament amb el treball i aportacions particulars.

## Equipaments
El City Plaza allotjava una gran varietat de serveis gestionats pels residents, com ara una clínica, una cuina i una cafeteria comunitàries, una biblioteca, una llar d'infants, classes de grec, anglès i alemany, tallers, classes d'informàtica i serveis bàsics com ara un dentista, una farmàcia i una perruqueria. Un grup de treball format per residents i activistes es va encarregar de seleccionar els ocupants de les habitacions disponibles. Es van oferir 15 habitacions més per als qui treballessin en solidaritat amb el projecte. Els residents adults havien de treballar en un torn de cuina o neteja setmanal. La cuina servia 800 àpats al dia.
A l'arribada, els refugiats omplien un formulari indicant quina era la seva situació legal i quina ajuda necessitaven. A partir d'aquesta informació, els equips mèdics i legals oferien assistència.
A diferència de la majoria d'okupes de refugiats, el City Plaza és de propietat privada, de l'actriu Aliki Papahela que l'havia heretat. L'any 2016 va declarar que es trobava en procés de vendre l'edifici i que l'okupació li ho havia impedit. També va afirmar que no podia pagar els impostos sobre la propietat.
Després que les habitant obtinguessin refugi en altres llocs, el grup de solidaritat va donar per finalitzada l'okupació el 10 de juliol de 2019, dos dies després de la victòria electoral del partit de dretes Nova Democràcia. El ministre elegit, Michalis Chrisochoidis, havia manifestat que desallotjar l'okupa era una prioritat. La decisió de tancar l'okupa s'havia proposat per primera vegada el maig de 2018 i des del juny de 2018 l'okupa no havia acollit nous habitants.

## Repercussió
- We are City Plaza va ser una exposició que tingué lloc a París l'abril de 2018. Va ser muntada per dos fotògrafs que van cedir les càmeres durant dues setmanes a 18 residents, amb edats compreses entre els 8 i els 38 anys. El veïnat va fotografiar imatges de la seva vida quotidiana que es van mostrar a l'exposició.[10]
- La BBC World Service va produir un documental de trenta minuts anomenat Greece's Haven Hotel sobre el City Plaza el 2018.[11]